# Bettie Page
Bettie Page (Nashville, 22 de abril de 1923 – Los Angeles, 11 de dezembro de 2008) foi uma modelo norte-americana que se tornou famosa na década de 1950 por fotos de temática pin-up e fetichista. 
Ela é frequentemente chamada de "Rainha das Pin-ups" e seu visual, cuja marca registrada eram os cabelos pretos lustrosos e uma franja, influenciaram dezenas de artistas. Page foi também uma das primeiras "Playmates do Mês" da Playboy, aparecendo na edição de janeiro de 1955 da revista.
O final de sua vida foi marcado por depressão, mudanças violentas de ânimo e vários anos de internação em um hospital psiquiátrico público. Em 1959, ela se converteu ao cristianismo, posteriormente trabalhando para Billy Graham. Após anos de obscuridade, ela presenciou uma retomada de sua popularidade durante a década de 1980.

## Biografia

### Juventude
Page nasceu em Nashville, Tennessee, era a segunda dos seis filhos de Walter Roy Page (1896-1964) e Edna Mae Pirtle (1901-1986). Quando jovem, Page teve que enfrentar as responsabilidades de cuidar de seus irmãos mais novos. Seus pais se divorciaram quando ela tinha 10 anos. Poucas semanas antes do sétimo aniversário de Bettie, sua mãe Edna já foi listada como sendo divorciada. Depois que seu pai, a quem Page acusaria de molestá-la a partir de 13 anos, foi preso, Page e suas duas irmãs viviam em um orfanato protestante por um ano. Durante este tempo, a mãe de Page trabalhava em dois empregos, um como cabeleireira durante o dia e lavagem de roupa à noite.
Entre o coro da igreja e o salão de beleza que Edna trabalhava, Bettie ocupava seu tempo com a costura. Ela foi considerada uma estudante excepcional. Mostrou sempre interesse pelo cinema e pela vida de modelo. Coordenou o grupo de arte dramática e se formou bacharel em Artes no Peabody College em 1943.
Como um adolescente, Page e suas irmãs faziam diferentes estilos de maquiagem e penteados imitando suas estrelas de cinema favoritas. Ela também aprendeu a costurar. Essas habilidades úteis provaram anos mais tarde para sua fotografia pin-up quando Page fez sua própria maquiagem e cabelo e fez seus próprios biquínis e trajes. Durante seus primeiros anos, a família Page viajou por todo o país em busca de estabilidade econômica.
No mesmo ano, casou-se com Billy Neal, seu namorado. Mudaram-se para São Francisco. 

### Carreira
Em São Francisco obteve seu primeiro trabalho como modelo. Ainda com Neal, viajou para o Taiti, onde lhe foi revelado um mundo exótico, muito explorado pela arte em volta do ícone Bettie Page, as mulheres morenas de sol. Assim como Luz Del Fuego, Bettie passou tomar banhos de sol nua ou mesmo se exercitar. Com cinco anos de casada, divorciou-se de Neal e mudou-se novamente, desta vez para Nova Iorque. Em Coney Island conheceu o policial Jerry Tibbs, por volta de 1950. Tibbs era também fotógrafo amador, ele foi o criador da "pin-up" Bettie. Ele afirmou à época que sua testa era larga demais para usar o cabelo partido ao meio. Bettie, então, eternizou a franja convexa lisa.
Bettie investiu também no mundo da moda: criou seus maiôs e bikinis e a tanga clássica de oncinha.
Mas apenas os fotógrafos Irving Klaw e Bunny Yeager imortalizariam a pin-up Bettie Page. Ela há muito havia trocado a careira de secretária pela vida de modelo. Os horários eram independentes, a carga horária menor e o salário maior. Quando resolveu posar para Klaw aceitou o contrato dele, o qual afirmava que o pagamento só seria disponível mediante poses com bondage.
O então presidente do Senado Carey Estes Kefauver, contrário as fotografias de Irving Klaw, pela apologia ao sadomasoquismo, requisitou a própria modelo a depor.
Várias publicações da época como Eyeful, Beauty Parade ou Wink a procuraram. Em janeiro de 1955 foi capa da Playboy e no mesmo ano recebeu das mãos de Hugh Hefner o título de "A Miss Pin-Up Girl do Mundo". Hefner foi um dos maiores benfeitores de Bettie até o final de sua vida.

### Aposentadoria
Page casou-se novamente, com Armand Walterson, e em 1958, desapareceu da vida pública sem uma razão definida. Alguns, culpam o caso Kefauver X Klaw; outros, atribuem o casamento com Walterson. Sabe-se que, após seu casamento com Walterson, Bettie tornou-se numa devotada religiosa.
Sua última entrevista foi em 1962, focada em aspectos do divórcio com Walterson.
Durante a década de 70/80 chegou a ser presa devido a um surto psicótico, ficando cerca de 10 anos presa, e seu paradeiro ficou desconhecido durante este período.
Nos anos 90 Hugh Hefner arrumou um advogado para Bettie, que ajudou ela a ganhar dinheiro com os direitos de sua imagem em diversos produtos e revistas que até aquele momento estava sendo usado indevidamente, fazendo com que ela ganhasse mais dinheiro na velhice do que a época em que era jovem, proporcionando a Bettie uma vida confortável em seus últimos anos. 

## Morte
Faleceu aos 85 anos, em 11 de dezembro de 2008, de pneumonia, uma semana após sofrer um ataque cardíaco do qual não recobrou a consciência e entrou em coma.
De acordo com o amigo de longa data e agente de negócios Mark Roesler, Page foi hospitalizada em estado crítico, em 6 de dezembro de 2008. Sua família finalmente concordou em descontinuar o suporte de vida, e ela morreu em 11 de dezembro de 2008.
Ela está enterrada no Westwood Village Memorial Park Cemetery. Sua lápide lista o nome dela como "Bettie Mae Page" e inclui a legenda "Rainha das Pin-Ups".

## Na cultura popular

### Fashion
- Para sua coleção primavera-verão de 2011, a grife francesa Christian Dior denominou o cabelo dos seus modelos com Bettie Page como inspiração.

### Música
- Beyoncé fez homenagens a Bettie Page em seu clipe "Video Phone" e "Why Don't You Love Me".
- O grupo de punk Public Image Ltd lançou uma música chamada "Bettie Page" no álbum What The World Needs Now... em 2015.